# Parwati

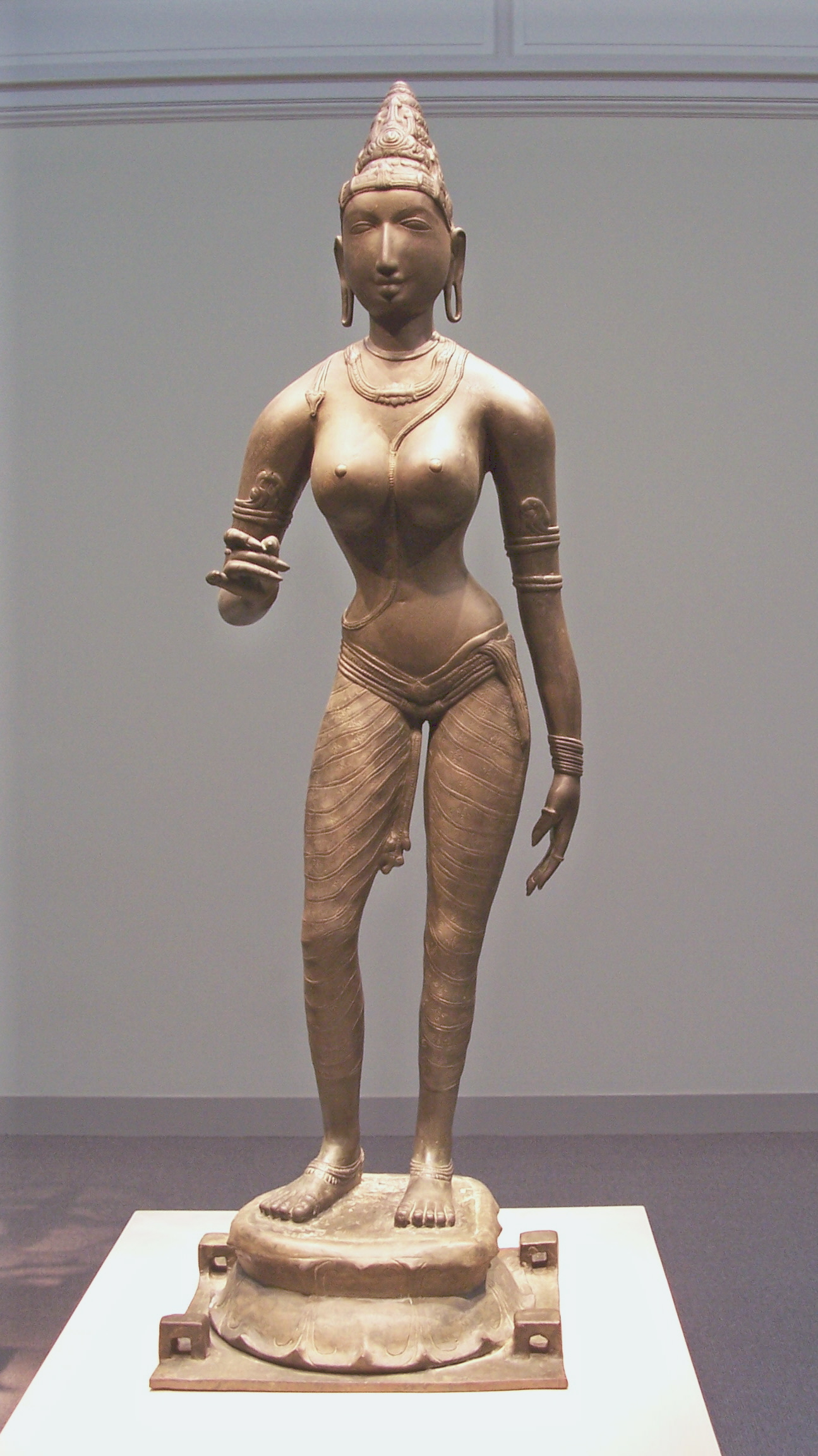
Bogini Parwati, posążek w stylu Chola, X wiek

Parwati (dewanagari पार्वती, tamilski: பார்வதி, ang. Parvati) – bogini hinduistyczna reprezentująca łagodny aspekt Śakti, mocy boga Śiwy. Początkowo odrębna od innych plemiennych bogiń, w późniejszym hinduizmie stopniowo przejmując niektóre ich atrybuty, często jest z nimi utożsamiana. Z biegiem czasu stała się uogólnioną personifikacją kobiecości, Dewi, zwłaszcza w jej matczynym aspekcie jako Matadźi, czyli Bogini Matka. Często bywa łączona z Saraswati i Lakszmi w trójcę bogiń, nazywaną Tridewi. Bywa nazywana imieniem Arja.

## Mitologia

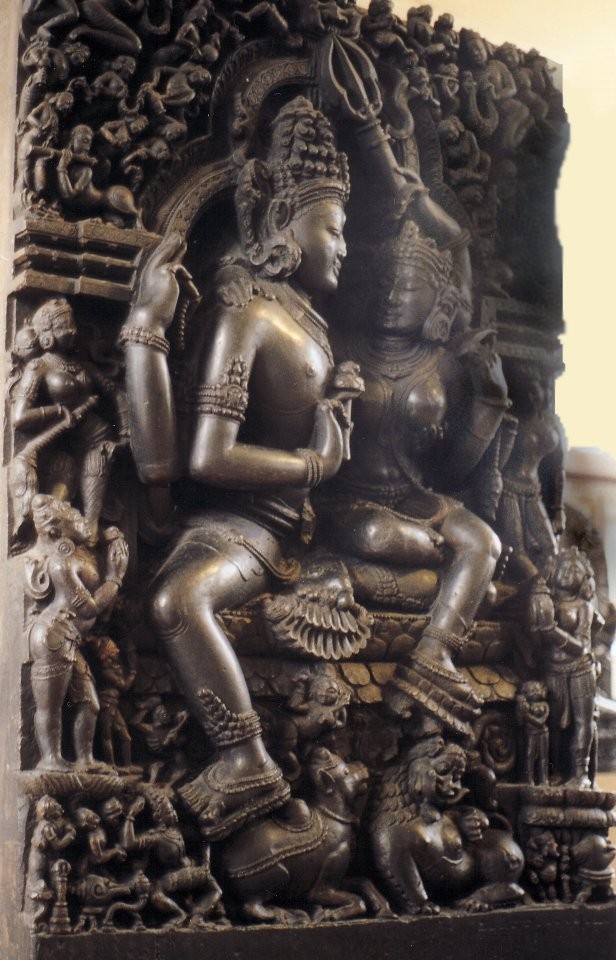
Śiwa i Parwati

W mitach Parwati (dosłownie "górska bogini" od sanskryckiego पर्वत góra), córka boga Himalajów Himawanta, występuje jako małżonka Śiwy, straszliwego boga zniszczenia, lecz konsekwentnie jest przedstawiana jako bogini łagodna, w przeciwieństwie do innych, budzących grozę aspektów Śiwy, personifikowanych jako Kali, Ćandi, Lalita, Ćamunda lub Durga. Parwati jest matką dwójki bogów: Ganeśi i Kartikeji. Inne jej imiona to Ambika (matka) lub Gauri (jasna, złota), Śjama (ciemna). Te ostatnie epitety, opisujące kolor cery zdają się sobie przeczyć, ale wyjaśnia je jeden z mitów, mówiący o tym, że pierwotnie ciemnoskóra bogini po długotrwałej ascezie zmieniła odcień na jaśniejszy. W Ramajanie identyfikowana jest również z Umą, chociaż w starszych mitach miano to oznaczało pierwszą żonę Śiwy Sati. Sati po swojej śmierci inkarnuje się jako druga żona Śiwy, Parwati. Zarówno Sati, jak i Parwati określane są jako manifestacje Mahadewi, (Wielkiej Bogini).

## Ikonografia

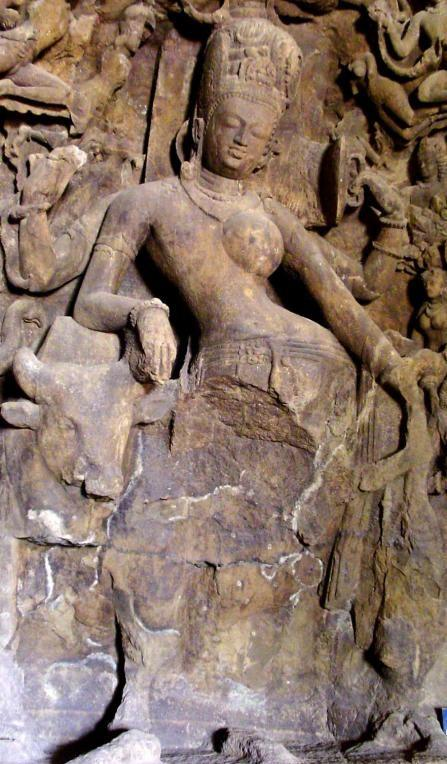
Ardhanari

W sztuce indyjskiej Parwati występuje niekiedy samodzielnie, przedstawiana jako piękna kobieta z odsłoniętymi piersiami (w starożytnych Indiach nagość była symbolem boskości, zaś ubranie znakiem przywiązania do świata materialnego) i świętym sznurem. W formie samodzielnej często ma cztery ramiona, symbolizujące jej moc, lecz jest ukazywana najczęściej wraz z Śiwą, jako partnerka siedząca na jego udzie, lub nawet z nim zupełnie utożsamiona w formie nazywanej Ardhanariśwara (Śiwa-Parwati w postaci pół-męskiej, pół-kobiecej). Bardzo częste jest również przedstawienie w stylizowanej formie połączonych linga-joni (seksualno-duchowy symbol jedności przeciwieństw). Innym rodzajem wizerunków jest Parwati przedstawiona ze swoim synkiem Ganeśą. Częstymi atrybutami są lew (w starszych dziełach lwica), w czterech rękach może mieć różaniec, lustro, dzwonek i cytrus. W innych wersjach może się pojawić trójząb lub lotos.

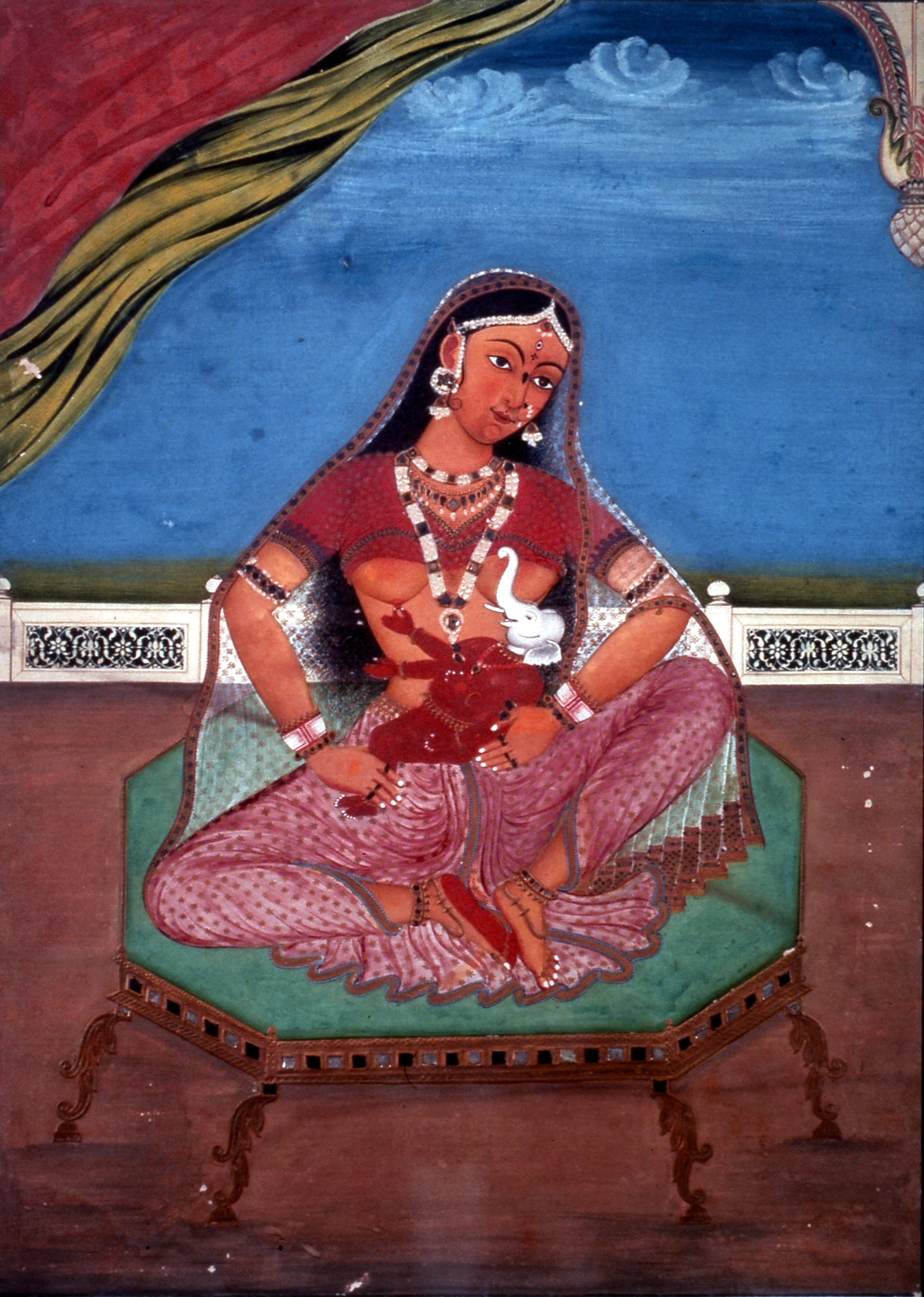
Parwati jako matka Ganeśi

## Kult
Kult Parwati zdaje się również łączyć dwa wydawałoby się sprzeczne nurty w hinduizmie: ideał życia rodzinnego i ascezę (Śiwa jest patronem joginów)

### Świątynie (wybór)
- Świątynia Minakszi w Maduraj w Tamilnadu
- Świątynia Kamakszi Amman w Kanchipuram w Tamilnadu
- Świątynia Akilandeśwari w Thiruvanaikaval w Tamilnadu
- Świątynia Wisalakszi w Varanasi w stanie Uttar Pradeś
- Świątynia Dewipuram w Visakhapatnam w stanie Andhra Pradeś

## Recepcja w pismach hinduistycznych
Parwati nie należy do bóstw wedyjskich. Kenopaniszad wspomina o bogini, zwanej Uma, związanej z Himalajami, lecz imię Parwati pojawia się dopiero w literaturze epickiej, zarówno w Mahabharacie, jak i Ramajanie. Jest bądź archetypicznym uosobieniem Dewi, Bogini Matki, bądź też, zwłaszcza w nurcie tantrycznym, jest ściśle związana z Śiwą, jako źródło jego boskiej mocy (Śakti).
Głównym źródłem mitów są purany zwłaszcza Śiwapurana, Matsjapurana i Skandapurana później wzmianki w eposach. Do arcydzieł literatury należy dzieło Kalidasy Kumarasambhawa, skupiające się na narodzinach Kumary/Skandy/Kartikeji, starszego z dwóch synów Śiwy i Parwati.